# Croix du Dernier
La croix du Dernier est une croix située à Saint-Nazaire, en France.

## Localisation
La croix est située sur la commune de Saint-Nazaire, dans le département de la Loire-Atlantique.

## Historique
Le monument est inscrit au titre des monuments historiques en 1926.